# Rudolf Kanne
Rudolf Kanne – baron, c.k. urzędnik austriacki, radca Namiestnictwa, starosta tarnopolski około 1871.